# Guilhufe e Urrô
Guilhufe e Urrô es una freguesia portuguesa del municipio de Penafiel, distrito de Oporto.

## Historia
Fue creada el 28 de enero de 2013 en aplicación de una resolución de la Asamblea de la República de Portugal promulgada el 16 de enero de 2013 con la unión de las freguesias de Guilhufe y Urrô, pasando su sede a estar situada en la antigua freguesia de Guilhufe.

## Demografía
| Gráfica de evolución demográfica de Guilhufe e Urrô entre 2011 y 2021 |
|                                                                       |
| Datos según el nomenclátor publicado por el INE portugués.            |